# This Woman
This Woman, skriven av Bobby Ljunggren, Henrik Wikström och Anna Sahlene, är det bidrag som Anna Sahlene framförde i den första deltävlingen i Melodifestivalen 2006. Där slutade det på en femte plats, och slogs ut. På försäljningslistan för singlar i Sverige låg den som högst på åttonde plats. Melodin testades på Svensktoppen, där den låg i tre veckor under perioden 26 mars -9 april 2006 , med sjätteplats som högsta placering innan den lämnade listan .

## Listplaceringar
| Lista (2006) | Topplacering |
| ------------ | ------------ |
| Sverige      | 8            |